# クリス・ペレス (野球)
クリストファー・ラルフ・ペレス（Christopher Ralph Perez, 1985年7月1日 - ）は、アメリカ合衆国フロリダ州ブレイデントン出身の元プロ野球選手（投手）。右投右打。

## 経歴

### カージナルス時代

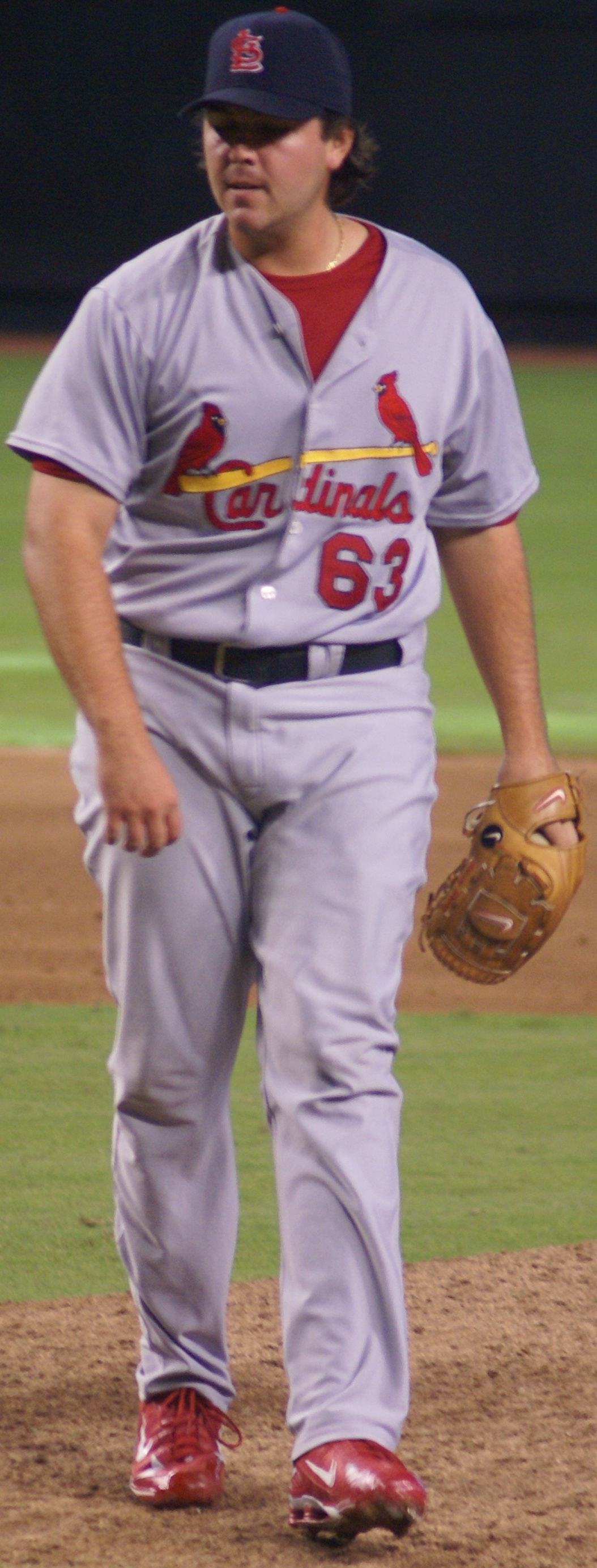
セントルイス・カージナルス時代
(2008年9月3日)

2006年のMLBドラフトでセントルイス・カージナルスから1巡目追補（全体42位）指名をされ、6月28日に契約。A級スイング・オブ・クァッドシティズで25試合に登板し、2勝0敗12セーブ、防御率1.84だった。
2007年はAA級スプリングフィールド・カージナルスで39試合に登板し、2勝0敗27セーブ、防御率2.43だった。7月にAAA級メンフィス・レッドバーズへ昇格。15試合に登板し、0勝1敗8セーブ、防御率4.50だった。
2008年はAAA級メンフィスで開幕を迎え、5月16日にジェイソン・イズリングハウゼンが故障者リスト入りしたため、カージナルスとメジャー契約を結んだ。同日のタンパベイ・レイズ戦でメジャーデビュー。3点ビハインドの7回表から登板し、1回を無安打無失点1奪三振に抑えた。リリーフとして23試合に登板していたが、防御率4.18と結果を残せず、7月18日にランディ・フローレスが故障者リストから復帰したため、AAA級メンフィスへ降格した。8月6日に再昇格。この年は41試合に登板し、3勝3敗7セーブ、防御率3.46だった。
2009年2月28日にカージナルスと1年契約に合意。3月30日にAAA級メンフィスへ異動され、開幕を迎えた。AAA級メンフィスでは3試合に登板。1勝0敗2セーブ、防御率0.00と好投し、4月15日にクリス・カーペンターが故障者リスト入りしたため、メジャーへ昇格。29試合に登板し、1勝1敗1セーブ、防御率4.18だった。

### インディアンス時代
2009年6月27日にマーク・デローサとのトレードで、ジェス・トッドと共にクリーブランド・インディアンスへ移籍した。移籍後は32試合に登板し、0勝1敗1セーブ・防御率4.32だった。
2010年はケリー・ウッドが故障で開幕から離脱したため、クローザーに抜擢。5月にウッドが復帰したため、セットアッパーに異動したが、7月31日にウッドが移籍したため、8月から再びクローザーに戻った。この年は63試合に登板し、2勝2敗23セーブ・防御率1.71だった。
2011年1月18日にインディアンスと222万5000ドルの1年契約に合意。前半戦は36試合に登板し、21セーブ、防御率2.43と結果を残し、7月には自身初のオールスターゲームに選出された。この年は64試合に登板し、4勝7敗36セーブ、防御率3.32だった。
2012年1月17日にインディアンスと450万ドルの1年契約に合意。7月に2年連続で2度目となるオールスターゲームに選出された。8月13日のロサンゼルス・エンゼルス・オブ・アナハイム戦では、4点リードの9回裏から登板し、無安打無失点3奪三振に抑え、通算100セーブ目を挙げた。この年は61試合に登板し、0勝4敗39セーブ・防御率3.59だった。
2013年1月18日にインディアンスと730万ドルの1年契約に合意した。2月27日に、第3回WBCのアメリカ合衆国代表に選出された事が発表されたが、3月1日に右肩痛で辞退した。シーズンでは、開幕ロースター入りしたが、5月27日に右肩の故障が再発し15日間の故障者リスト入り。6月には大麻所持により妻と共に在宅起訴を受ける。6月27日に故障者リストから復帰。この年は54試合に登板し、5勝3敗25セーブ、防御率4.33だった。オフの10月31日に放出された。

### ドジャース時代

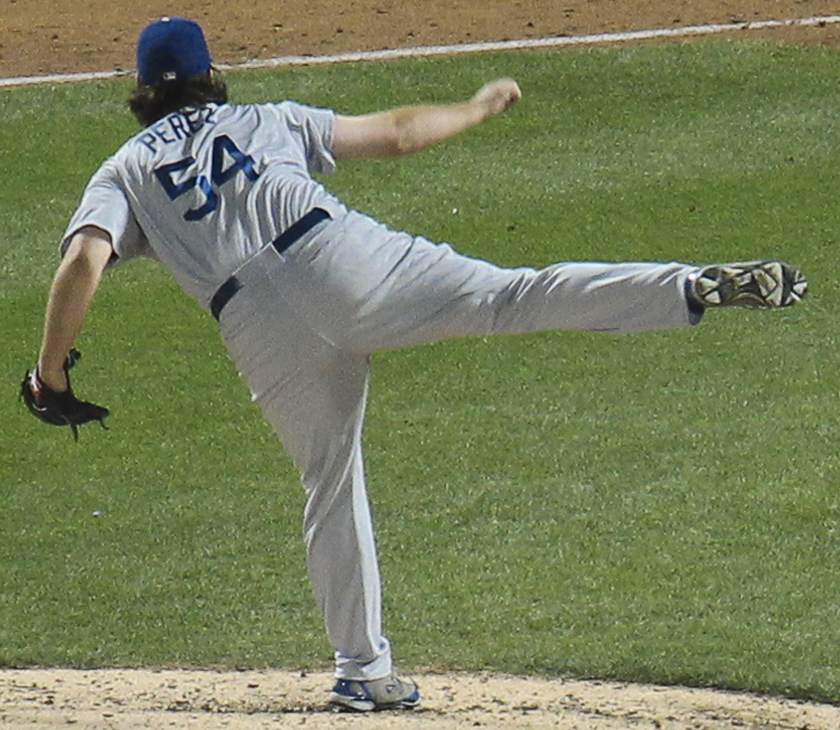
ロサンゼルス・ドジャース時代
(2014年5月22日)

2013年12月24日にロサンゼルス・ドジャースと230万ドルの1年契約を結んだ。
2014年は開幕ロースター入りし、セットアッパーとして42試合に登板していたが、8月4日に右足首の怪我で15日間の故障者リスト入りした。オフに放出された。

### ドジャース退団後
2015年2月4日にミルウォーキー・ブルワーズとマイナー契約を結んだ。3月29日に自由契約となり、4月2日にマイナー契約で再契約したが、27日に契約破棄条項を行使し自由契約となった。6月24日に禁止薬物の使用で50試合の出場停止処分が科された。7月1日にボルチモア・オリオールズとマイナー契約を結ぶが、8月26日に現役引退を表明した。

## 詳細情報

### 年度別投手成績
| 年 度     | 球 団     | 登 板 | 先 発 | 完 投 | 完 封 | 無 四 球 | 勝 利 | 敗 戦 | セ 丨 ブ | ホ 丨 ル ド | 勝 率 | 打 者 | 投 球 回 | 被 安 打 | 被 本 塁 打 | 与 四 球 | 敬 遠 | 与 死 球 | 奪 三 振 | 暴 投 | ボ 丨 ク | 失 点 | 自 責 点 | 防 御 率 | W H I P |
| --------- | --------- | ----- | ----- | ----- | ----- | -------- | ----- | ----- | -------- | ----------- | ----- | ----- | -------- | -------- | ----------- | -------- | ----- | -------- | -------- | ----- | -------- | ----- | -------- | -------- | ------- |
| 2008      | STL       | 41    | 0     | 0     | 0     | 0        | 3     | 3     | 7        | 6           | .500  | 177   | 41.2     | 34       | 5           | 22       | 0     | 1        | 42       | 2     | 0        | 18    | 16       | 3.46     | 1.34    |
| 2009      | STL       | 29    | 0     | 0     | 0     | 0        | 1     | 1     | 1        | 3           | .500  | 106   | 23.2     | 17       | 3           | 15       | 0     | 3        | 30       | 4     | 0        | 12    | 11       | 4.18     | 1.35    |
| 2009      | CLE       | 32    | 0     | 0     | 0     | 0        | 0     | 1     | 1        | 4           | .000  | 133   | 33.1     | 24       | 5           | 12       | 0     | 3        | 38       | 4     | 0        | 16    | 16       | 4.32     | 1.08    |
| '09計     | CLE       | 61    | 0     | 0     | 0     | 0        | 1     | 2     | 2        | 7           | .333  | 239   | 57.0     | 41       | 8           | 27       | 0     | 6        | 68       | 8     | 0        | 28    | 27       | 4.26     | 1.19    |
| 2010      | CLE       | 63    | 0     | 0     | 0     | 0        | 2     | 2     | 23       | 9           | .500  | 260   | 63.0     | 40       | 4           | 28       | 3     | 5        | 61       | 4     | 0        | 15    | 12       | 1.71     | 1.08    |
| 2011      | CLE       | 64    | 0     | 0     | 0     | 0        | 4     | 7     | 36       | 0           | .364  | 248   | 59.2     | 46       | 5           | 26       | 4     | 3        | 39       | 1     | 0        | 24    | 22       | 3.32     | 1.21    |
| 2012      | CLE       | 61    | 0     | 0     | 0     | 0        | 0     | 4     | 39       | 0           | .000  | 242   | 57.2     | 49       | 6           | 16       | 1     | 2        | 59       | 0     | 0        | 25    | 23       | 3.59     | 1.13    |
| 2013      | CLE       | 54    | 0     | 0     | 0     | 0        | 5     | 3     | 25       | 1           | .625  | 243   | 54.0     | 56       | 11          | 21       | 2     | 4        | 54       | 1     | 0        | 27    | 26       | 4.33     | 1.43    |
| 2014      | LAD       | 49    | 0     | 0     | 0     | 0        | 1     | 3     | 1        | 6           | .250  | 200   | 46.1     | 38       | 6           | 25       | 0     | 5        | 39       | 4     | 0        | 23    | 22       | 4.27     | 1.36    |
| 通算：7年 | 通算：7年 | 393   | 0     | 0     | 0     | 0        | 16    | 24    | 133      | 29          | .400  | 1609  | 379.1    | 304      | 45          | 165      | 10    | 26       | 362      | 20    | 0        | 160   | 148      | 3.51     | 1.24    |

### 記録
- オールスターゲーム選出：2回（2011年、2012年）

### 背番号
- 63（2008年）
- 34（2009年 - 同年途中）
- 54（2009年途中 - 2014年）